# Erik I. Dánský
Erik I. Dánský (Erik Ejegod; asi 1060, Slangerup, Dánsko – 10. červenec 1103, Pafos, Kypr) byl králem Dánska v letech 1095 až 1103. Králem se stal po smrti svého bratra Olafa I. Jeho přízvisko znamená Dobrý.

## Život

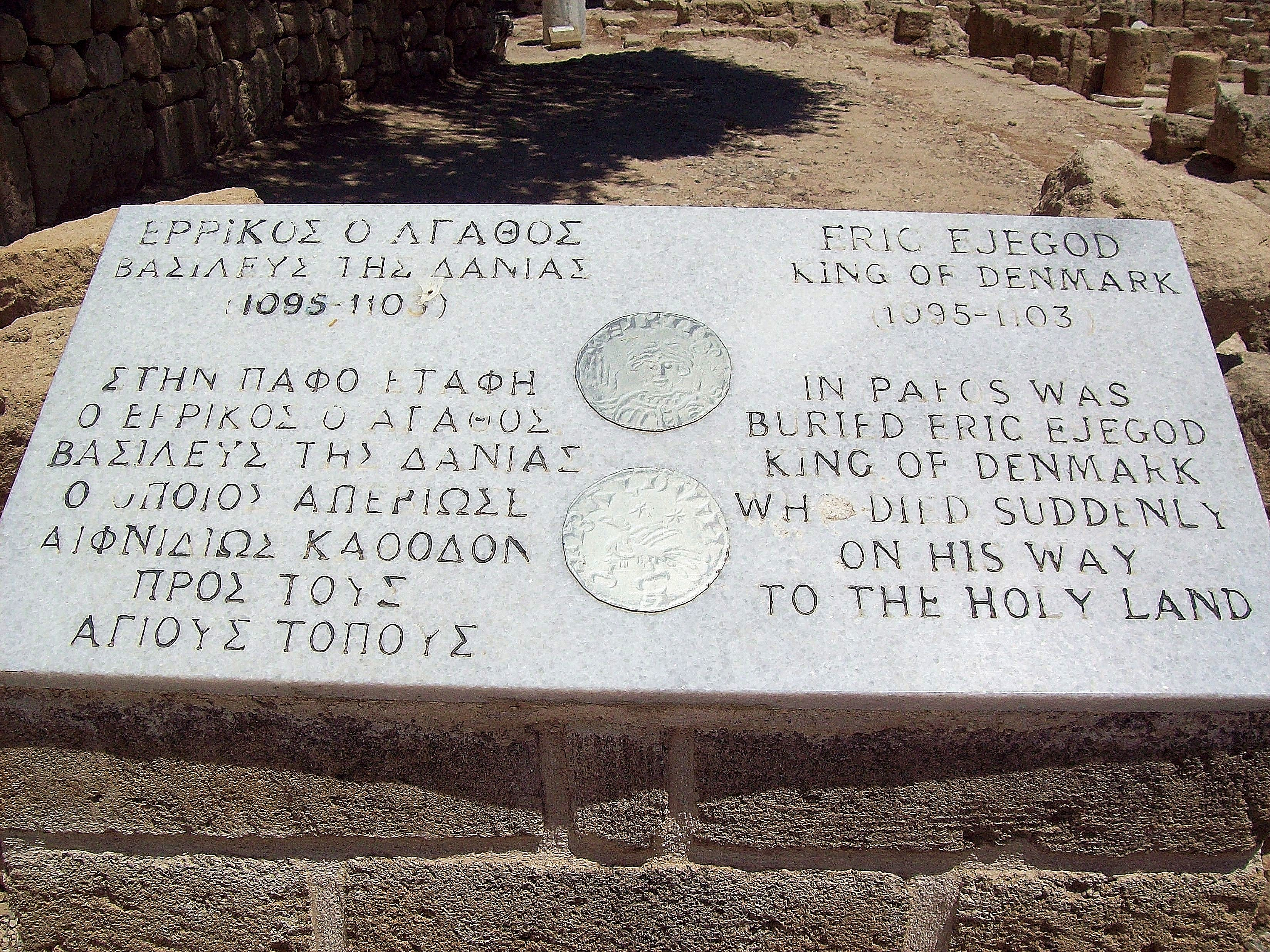
Deska připomínající pohřeb Erika I., Pafos, Kypr.

Erik se narodil ve městě Slangerup jako nemanželský syn Svena II. Během vlády svého nevlastního bratra Knuta IV. byl královým horlivým podporovatelem, ale během rebelie proti Knutovi byl ušetřen. Nepodprovázel Knuta do Odense, kde byl v roce 1086 zabit. Králem byl zvolen Olaf a po něm, v roce 1095, Erik. Erik I. byl mezi lidmi oblíbený a s jeho době ustaly hladomory, které za Olafa I. Dánsko sužovaly. To bylo vnímáno jako boží znamená, že Erik je pro Dánsko ten pravý král.
Středověcí kronikáři, například Saxo Grammaticus, a mýty jako popisují jako „statného chlapíka“, který se udržel na místě, i když s ním zkoušeli pohnout čtyři muži. Měl také pověst dobrého řečníka a hlučného muže. Zřejmě podporoval centralizovanou královskou moc, ale zdá se, že si počínal jako diplomat, který se snaží vyvarovat konfliktů se šlechtou. Podařilo se mu dosáhnout zřízení samostatného arcibiskupství v Lundu.
Erik I. se rozhodl podniknout pouť do Svaté země. Podle Danmarks Riges Krønike mělo být důvodem to, že v opilosti zabil čtyři vlastní muže. Jako regenty určil svého syna Haralda Kesju a biskupa Assera.
Erik s manželkou Bodil Thrugotsdatter a silným doprovodem cestovali přes Rusko do Konstantinopole, kde byl hostem císaře. V Konstantinopoli onemocněl, ale přesto se lodí vypravil na Kypr. Zemřel v kyperském městě Pafos v červenci 1103 a tam ho také královna nechala pohřbít. Sama onemocněla a zemřela téhož roku v Jeruzalémě.

## Rodina
Erik a Bodil měli jednoho syna, kterým byl Knut Lavard. Erik měl ještě tři nemanželské syny, budoucího Erika II., Haralda Kesju a Benedikta, a dceru Ragnhildu (matku Erika III.).